# 池信孝
池 信孝（いけ のぶたか）は、日本の男性アニメーション美術監督。
今敏監督作品の全作で美術監督を担当。東京国際アニメフェアでは2003年に『千年女優』、2004年に『東京ゴッドファーザーズ』で美術賞を受賞している。

## 作品リスト

### テレビアニメ
2004年
- 名探偵コナン（美術・美術設定）
- 妄想代理人（美術監督）

2005年
- 砂ぼうず（美術）

2012年
- アクセル・ワールド（美術監督）
- シャイニング・ハーツ 〜幸せのパン〜（美術監督）
- キングダム（背景）

2016年
- クロムクロ（美術監督）

2017年
- プリンセス・プリンシパル（美術監修）

2018年
- LOST SONG（美術設定）

### 劇場アニメ
1989年
- 機動警察パトレイバー the Movie（美術）

1992年
- せんぼんまつばら 川と生きる少年たち（美術監督）

1993年
- 蒼い記憶 満蒙開拓と少年たち（美術）

1997年
- 幕末のスパシーボ（美術設定）

1998年
- パーフェクトブルー（美術監督）

2001年
- いのちの地球 ダイオキシンの夏（美術設定）

2002年
- 千年女優（美術監督）

2003年
- 東京ゴッドファーザーズ（美術監督）

2006年
- パプリカ（美術監督）

2007年
- ピアノの森（美術）
- 空の境界（美術監督）

2021年
- シン・エヴァンゲリオン劇場版（美術）
- 竜とそばかすの姫（美術監督）

### OVA
1988年
- 神州魑魅変（-1989年、美術監督）

1989年
- 寒月一凍悪霊斬り（美術監督）

1991年
- みどりの守り神（美術）

1999年
- 刻の大地 〜花の王国の魔女〜（美術設定）

### 制作凍結
- 夢みる機械（美術監督）